# Hangupasset
Hangupasset eller Hanguguan (函谷关; Hángǔ Guān) är ett historiskt betydelsefullt bergspass i Henan som separerade området Guanzhong väster om passet med Gula flodens dalområde öster om passet. under tiden för De stridande staterna markerade Hangupasset riket Qins östra gräns.
Det finns två historiska bergspass, 110 km från varandra, som båda fått namnet Hangupasset. Under Zhoudynastin befästes Hangupasset norr om Lingbao,34°38′18″N 110°55′22″Ö / 34.63833°N 110.92278°Ö och under Handynastin befästes Hangupasset längre öster ut vid Xin'an,34°43′14″N 112°9′57″Ö / 34.72056°N 112.16583°Ö nära dagens Luoyang.
Hangupasset var en central passage för Qindynastins expressvägar mot öster. Handynastin befäste det senare och östra Hangupasset 114 f.Kr., och efter att Handynastin flyttat huvudstaden till dagens Luoyang blev Hangupasset en central del i försvaret av huvudstaden, och en viktig passage för Sidenvägen. Under Östra Handynastin utvecklades Hangupasset till en mindre stad.